# Четырёхфермионная теория слабого взаимодействия
Четырёхфермионная теория слабого взаимодействия — теория слабого взаимодействия, предполагающая, что превращение нуклона при бета-распаде осуществляется в результате взаимодействия адронного тока, переводящего, например, нейтрон в протон, и лептонного тока, рождающего, например электрон и антинейтрино. Построена по аналогии теории взаимодействия заряда и электромагнитного поля в квантовой электродинамике. Является первой теорией слабых взаимодействий. Создана Энрико Ферми в 1934 году

## Описание
По правилам теории возмущений квантовой механики, вероятность перехода квантовой системы в единицу времени из одного состояния в другое составляет {\displaystyle {\frac {2\pi }{\hbar }}\left|\int \psi _{f}^{*}H\psi _{i}d\tau \right|^{2}\rho (E)}, где
{\displaystyle H} — гамильтониан взаимодействия, {\displaystyle \rho (E)} — число конечных состояний системы на единичный интервал энергии, {\displaystyle \psi _{i}} — волновая функция начального состояния системы, {\displaystyle \psi _{f}} — волновая функция конечного состояния системы.
Основным предположением четырёхфермионной теории слабого взаимодействия является предположение о виде гамильтониана и волновых функций начального и конечного состояния: {\displaystyle \int \psi _{f}^{*}H\psi _{i}d\tau ={\frac {G_{F}}{\sqrt {2}}}\int (u_{f}^{*}\gamma _{\alpha }u_{i})(\psi _{e}^{*}\gamma _{\alpha }\psi _{\nu })d\tau }, где {\displaystyle G_{F}} — константа Ферми, {\displaystyle u_{f}}, {\displaystyle \psi _{e}}, {\displaystyle \psi _{\nu }} — волновые функции конечного состояния нуклона, электрона и нейтрино, {\displaystyle u_{i}} — волновая функция начального состояния нуклона,
{\displaystyle \gamma _{\alpha }} — матрицы Дирака.
Значения волновых функций электрона и нейтрино берутся в точке пространства, где находится нуклон, интегрирование производится лишь по координатам нуклона. Это аналогично рассмотрению взаимодействия электрона с фотоном в квантовой электродинамике, где предполагается, что электрон и фотон находятся в одной точке.
При квантовом описании слабого взаимодействия его гамильтониан имеет вид: {\displaystyle {\frac {G_{F}}{\sqrt {2}}}\mathbf {\bar {p}} \gamma _{\alpha }\mathbf {n} \times \mathbf {\bar {e}} \gamma _{\alpha }\mathbf {\nu } }, где {\displaystyle \mathbf {\bar {p}} } - оператор рождения протона (или уничтожения антипротона), {\displaystyle \mathbf {n} } - оператор уничтожения нейтрона (или рождения антинейтрона), {\displaystyle \mathbf {\bar {e}} } - оператор рождения электрона (или уничтожения позитрона), {\displaystyle \mathbf {\nu } } - оператор уничтожения нейтрино (или рождения антинейтрино).
Величина {\displaystyle \mathbf {\bar {p}} \gamma _{\alpha }\mathbf {n} } называется заряженным четырехмерным (векторным) нуклонным током. В современной теории слабого взаимодействия он является суммой трех слагаемых:  {\displaystyle {\bar {u}}O_{\alpha }d'+{\bar {c}}O_{\alpha }s'+{\bar {t}}O_{\alpha }b'} токов. Здесь {\displaystyle d',s',b'} - линейные комбинации кварков {\displaystyle d,s,b}, определяемые матрицей Кобаяши-Маскавы. {\displaystyle O_{\alpha }=\gamma _{\alpha }(1+\gamma _{5})}, {\displaystyle \gamma _{\alpha }} - четыре матрицы Дирака, {\displaystyle \alpha =0,1,2,3}, {\displaystyle \gamma _{5}=i\gamma _{0}\gamma _{1}\gamma _{2}\gamma _{3}}.
Величина {\displaystyle \mathbf {\bar {e}} \gamma _{\alpha }\mathbf {\nu } } называется заряженным четырехмерным (векторным) лептонным током. В современной теории слабого взаимодействия он также является суммой трех слагаемых: {\displaystyle {\bar {\nu _{e}}}O_{\alpha }e+{\bar {\nu _{\mu }}}O_{\alpha }\mu +{\bar {\nu _{\tau }}}O_{\alpha }\tau }.
Обычный электромагнитный ток, используемый в квантовой электродинамике {\displaystyle \mathbf {\bar {e}} \gamma _{\alpha }\mathbf {e} }, где {\displaystyle \mathbf {\bar {e}} } - оператор рождения электрона (или уничтожения позитрона), {\displaystyle \mathbf {\bar {e}} } - оператор уничтожения электрона (или рождения позитрона) не меняет заряд частиц, поэтому он называется нейтральным током. 
Теория Ферми объясняет форму энергетического спектра и даёт среднее время жизни нейтрона, по порядку величины совпадающее с найденным из опыта.

## Константа Ферми
Константа Ферми обычно обозначается как {\displaystyle G_{F}} и имеет величину порядка 10−62 Дж⋅м3.